# 高野光弘
高野 光弘（たかの みつひろ、1981年11月12日 -）は、日本の情報技術者。日本UNIXユーザ会幹事。千葉県出身。ハンドルネームである takano32 という名義による活動が多い。
ソフトウェア開発手法、言語処理系、オペレーティングシステム、ネットワークの分野において活動。千葉大学に在籍していた時期に今泉貴史と交流がある。今泉貴史との交流の後、同氏が在籍している日本UNIXユーザ会(jus) に入会する。なお、初の入会時に学生会員になると同時に幹事に就任。
同時期に Ruby への貢献を続けた結果、Ruby コミッターに就任している。
日本UNIXユーザ会が主催や裏方となっているイベントについてのレポートを執筆し、UNIX magazine, ASCII.technologies, Software Design への寄稿は多数。

## 受賞歴
- 2012年 GLOCOMオープンデータ活用ハッカソン[3]で「俺のゼニはどこ行った」プロジェクトにコアデベロッパーとして参加[4]し、最優秀賞受賞
  - 「俺のゼニはどこ行った」プロジェクトは「税金はどこへ行った？」[7]と名称を変え、現在も継続
  - 改称後も電話会議に参加するなど開発を積極的に支援

- 2012年 Qiita Hackathon にて OnLab賞受賞[8]

- 2012年 第7回 日本OSS奨励賞 団体部門 受賞[2]プロジェクト sinsai.info[9] における開発メンバー
- 2013年 NASA 主催の International Space Apps Challenge にて Honorable Mention for Galactic Impact 受賞[10]